# Super Bowl LII
O Super Bowl LII foi a 52ª edição da final da National Football League (NFL). Na partida, o Philadelphia Eagles se sagrou campeão da temporada de 2017 da NFL, derrotando o favorito New England Patriots. O jogo aconteceu em 4 de fevereiro de 2018, no U.S. Bank Stadium, em Minneapolis, Minnesota. Este foi o segundo Super Bowl realizado nesta cidade, que anteriormente hospedou o Super Bowl XXVI, em 1992. A partida foi televisionada pela NBC nos Estados Unidos. Foi também o sexto Super Bowl realizado em uma cidade de clima frio.
New England terminou a temporada regular com a melhor campanha da AFC, com treze vitórias e três derrotas, se classificando para a sua décima aparição no Super Bowl, a terceira em quatro anos e a oitava sob a liderança do treinador Bill Belichick e o quarterback MVP Tom Brady. Philadelphia também terminaram o ano com a melhor campanha em sua própria conferência, a NFC, com treze vitórias e três derrotas mas entraram nos playoffs desacreditados após o seu quarterback Carson Wentz sofrer uma contusão no final da temporada, que encerrou seu ano com o time; antes de se machucar, Wentz era o favorito da mídia e dos fãs para vencer o prêmio de Jogador Mais Valioso (MVP) após ele vencer onze dos primeiros treze jogos da temporada. O quarterback reserva Nick Foles jogou as três partidas finais pelos Eagles em 2017. Com Foles, os Eagles avançaram para o terceiro Super Bowl da história da franquia, tendo perdido nas duas edições anteriores, contra o Oakland Raiders no Super Bowl XV e contra os Patriots no Super Bowl XXXIX.
Vários recordes foram quebrados ou estabelecidos no Super Bowl LII, incluindo mais jardas de ataque combinadas num jogo da NFL por ambos os times (1 151) e menor quantidade de punts feitos numa partida de Super Bowl (um). O jogo foi decidido quando os Eagles se aproveitaram de um fumble recuperado no território dos Patriots e marcaram um field goal (elevando sua vantagem no placar para oito pontos) faltando 1:05 minutos no relógio, e o passe final de Brady acabou incompleto com o tempo zerado. Foles, que completou 28 de 43 passes para 373 jardas e três touchdowns e apenas uma interceptação, fazendo também um recepção para touchdown numa trick play, foi nomeado MVP do Super Bowl.
Com a derrota, os Patriots se tornaram o quinto time que tinha vencido um Super Bowl a perder um no ano seguinte, após o Dallas Cowboys de 1978, o Washington Redskins de 1983, o Green Bay Packers de 1997 e o Seattle Seahawks de 2014 e seria seguido pelo Kansas City Chiefs de 2020.
A transmissão feita pela NBC teve a menor audiência para um Super Bowl em nove anos, com uma média de audiência de 103,4 milhões de espectadores nos Estados Unidos. Já a média de audiência para o show do intervalo, liderado por Justin Timberlake, chegou a 106,6 milhões de pessoas, uma queda de 9% quando comparado ao ano anterior. Este foi o Super Bowl mais recente até o momento onde ambas as equipes marcaram pelo menos uma pontuação em cada período, um feito que seria repetido em 2023. O jogo também é considerado como um dos melhores Super Bowl de todos os tempos.

## Processo de seleção do local
Em 8 de outubro de 2013, a liga anunciou s seguintes três host finalistas:
- U.S. Bank Stadium , em Minneapolis, Minnesota. Minneapolis sediou o último Super Bowl, em 1992 (XXVI) no Hubert H. Humphrey Metrodome; o Metrodome foi demolido após a temporada de 2013, e ao longo de 2014 e 2015 o U.S. Bank Stadium estava sendo construído no mesmo local.
- Lucas Oil Stadium , em Indianápolis, Indiana. Anteriormente hospedou Super Bowl XLVI em 2012.
- Mercedes-Benz Superdome , em Nova Orleães, Luisiana. O Superdome já havia hospedado o Super Bowl em sete ocasiões (mais recentemente o XLVII em 2013). Nova Orleães já sediou o Super Bowl dez vezes no total.

Minneapolis foi escolhida em uma reunião em Atlanta, em 20 de Maio de 2014.

## Resumo das pontuações

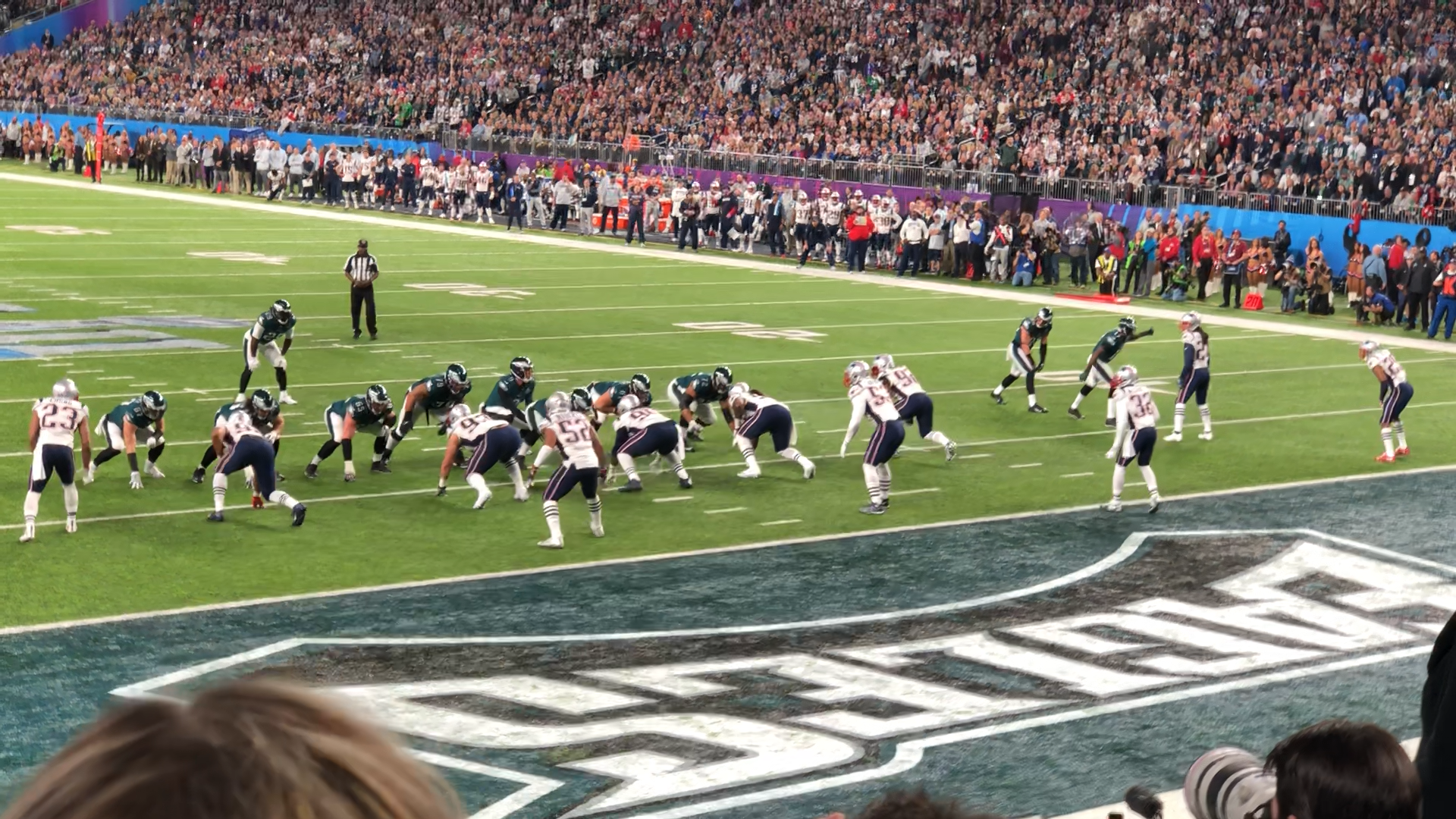
Uma jogada no primeiro quarto da partida.

| 1.º Quarto |       |
| PHI – Field goal de 25 jardas por Jake Elliott, 7:55                                                                                        | 3–0   |
| NE – Field goal de 26 jardas por Stephen Gostkowski, 3:38                                                                                   | 3–3   |
| PHI – Touchdown de recepção de 34 jardas por Alshon Jeffery em um passe de Nick Foles (ponto extra falhou), 1:43                            | 9–3   |
| 2.º Quarto |       |
| PHI – Touchdown de corrida de 21 jardas por LeGarrette Blount (conversão de dois pontos falhou), 3:05                                       | 15–3  |
| NE - Field goal de 45 jardas por Stephen Gostkowski, 1:24                                                                                   | 15–6  |
| NE - Touchdown de recepção de 26 jardas por James White em um passe de Tom Brady (ponto extra falhou), 2:57                                 | 15–12 |
| PHI - Touchdown de recepção de 1 jardas por Nick Foles em um passe de Trey Burton (ponto extra bem sucedido, por Jake Elliott), 1:30        | 22–12 |
| 3.º Quarto |       |
| NE - Touchdown de recepção de 5 jardas por Rob Gronkowski em um passe de Tom Brady (ponto extra bem sucedido, por Stephen Gostkowski), 2:54 | 22–19 |
| PHI - Touchdown de recepção de 22 jardas por Corey Clement em um passe de Nick Foles (ponto extra bem sucedido, por Jake Elliott), 4:57     | 29–19 |
| NE - Touchdown de recepção de 26 jardas por Chris Hogan em um passe de Tom Brady (ponto extra bem sucedido, por Stephen Gostkowski), 3:55   | 29–26 |
| 4.º Quarto |       |
| PHI - Field goal de 42 jardas por Jake Elliott, 4:14                                                                                        | 32–26 |
| NE – Touchdown de recepção de 4 jardas por Rob Gronkowski em um passe de Tom Brady (ponto extra bem sucedido, por Stephen Gostkowski), 4:47 | 32–33 |
| PHI – Touchdown de recepção de 11 jardas por Zach Ertz em um passe de Nick Foles (conversão de dois pontos falhou), 7:01                    | 38–33 |
| PHI – Field goal de 46 jardas por Jake Elliott, 1:04                                                                                        | 41–33 |
| Final: Philadelphia Eagles 41 x 33 New England Patriots                                                                                     |       |